# Та ви жартуєте, містере Фейнман!
«Та ви жартуєте, містере Фейнман! Пригоди допитливого дивака» (англ. Surely You're Joking, Mr. Feynman!) — відредагована збірка спогадів нобелевського лауреата з фізики Річарда Фейнмана. Книга, опублікована 1985 року, охоплює низку випадків із життя Фейнмана. Деякі з них написані в неординарному стилі. Фейнман розповідає про його захоплення зла́мувати сейфи, про вивчення іноземних мов, про зустрічі з різними групами людей, які поділяють різні інтереси (наприклад, біології чи філософії), а також захоплення малюванням і навіть самбу. Інші ж розділи охоплюють більш серйозний матеріал, зокрема його роботу над Мангеттенським проектом (під час якого його перша дружина Арлін Грінбаум померла від туберкульозу) і критику системи освіти та науки в Бразилії. У розділі «Монстри розуму» описується його легке нервування під час захисту теорії поглинання перед Альбертом Ейнштейном, Вольфгангом Паулі та іншими великими вченими того часу.

## Історія створення
Усі розповіді були відредаговані із записаних на плівку розмов, що мав Фейнман зі своїм близьким другом і партнером барабанщиком Ральфом Лейтоном впродовж семи років. Успіх книги привів до сиквелу під назвою «Що тобі до того, що думають інші?», який був також взятий із записаних на плівку розмов з Лейтоном.
Останній розділ про «культ карго» був запозичений із лекції, яку Фейнман дав 1974 року на початку церемонії вручення дипломів випускникам Каліфорнійського технологічного інституту.

## Критика
Після випуску в 1985 році книга стала бестселлером в США і отримала позитивні відгуки від таких авторитетних видань, як The New York Times, The New Yorker, Los Angeles Times і Science Digest.

## Цікаві факти
- Свою назву книга отримала від відповіді жінки в Принстонському університеті, коли після того, як вона запитала у Фейнмана, який щойно зайшов, що він хоче собі до чаю — вершків чи лимону, він з розгубленості попросив: «І те, і те».[5]У відповідь вона і промовила коронну фразу: «Та ви жартуєте, містере Фейнман».

## Видання українською
- Фейнман, Річард. Та ви жартуєте, містере Фейнман! Пригоди допитливого дивака / пер. Микола Климчук. — К. : Наш Формат, 2018. — С. 400. — ISBN 978-617-7552-16-0.